# Старосверженский сельсовет
Старосверженский сельсовет (бел. Старасве́ржанскі сельсавет) — административная единица на территории Столбцовского района Минской области Республики Беларусь.

## Географическое положение
Сельсовет граничит с Новосверженским сельским Советом Столбцовского района Минской области и Мирским поселковым Советом Кореличского района Гродненской области. Административный центр Залужского сельсовета — агрогородок Старый Свержень. Через территорию сельсовета проходит автомобильная магистраль Брест — Москва.

## История
Старосверженский сельсовет до 2011 года назывался Залужским сельским Советом и был образован в феврале 1940 года решением бюро Столбцовского РКП(б)Б и Столбцовского райисполкома в соответствии с Указом Президиума Верховного Совета БССР, после освобождения территории республики от польских оккупантов и воссоединения с БССР.
С июня 1941 по июль 1944 деятельность сельского Совета временно прекращалась в связи с немецко-фашистской оккупацией территории БССР.
С февраля 1940 года по январь 1954 года сельский Совет входил в состав Столбцовского района Барановичской области.
С января 1954 года по настоящее время в составе Столбцовского района Минской области.
С 1 апреля 2010 года в состав сельского Совета вошли деревни Дрозды, Перетоки, Старый Свержень.
С 1 июля 2013 года в результате реорганизации в состав сельского Совета вошли населённые пункты: деревня Великий Двор, деревня Воротище, деревня Деречинцы, деревня Новая Вёска, деревня Осиповщина, деревня Подлесье.

## Демография
В сельсовете насчитывается 1267 домохозяйств с населением 2746 человек.

## Состав
Залужский сельсовет включает 19 населённых пунктов:
- Великий Двор — деревня.
- Вечеторево — деревня.
- Вискачи — деревня.
- Воротище — деревня.
- Грядки — деревня.
- Деречинцы — деревня.
- Дрозды — деревня.
- Залужье — деревня.
- Иница — деревня.
- Казейки — деревня.
- Новая Вёска — деревня.
- Осиповщина — деревня.
- Перетоки — деревня.
- Подлесье — деревня.
- Скоморошки — деревня.
- Слободка — деревня.
- Старый Свержень — агрогородок.
- Судники — деревня.
- Цвирки — деревня.

## Производственная сфера
- СПК « Агронеманский»
- СООО «ДиСаВа»
- КФХ «Вечеторёво»
- Фермерское хозяйство «Сивиш»
- СООО «Мясопродукт»
- ИП Миско М. Н.
- ЧУП Лапко А. А.

## Социально-культурная сфера
- Учреждения здравоохранения: Старосверженская врачебная амбулатория, Залужский ФАП, Слободковский ФАП
- Образование: Старосверженская государственная общеобразовательная средняя школа, Залужская государственная общеобразовательная средняя школа, Залужский детский сад, Старосверженский детский сад
- Культура: Старосверженский Центр культуры, Залужский сельский Дом культуры, Старосверженская школа искусств, Старосверженская сельская библиотека, Залужская сельская библиотека, Скоморошская сельская библиотека.